# میل پلین (واشینگتن)
میل پلین (به انگلیسی: Mill Plain) یک منطقهٔ مسکونی در ایالات متحده آمریکا است که در شهرستان کلارک، واشینگتن واقع شده‌است. میل پلین ۱۵٫۵ کیلومتر مربع مساحت و ۷٬۴۰۰ نفر جمعیت دارد و ۸۴ متر بالاتر از سطح دریا واقع شده‌است.